# Manuel Ascencio Segura
Manuel Ascencio Segura y Cordero (Lima, 23 de junio de 1805 - id. 18 de octubre de 1871) fue un escritor y dramaturgo peruano, representante importante del costumbrismo en los inicios de la literatura republicana. Es considerado como el creador del teatro nacional peruano, junto con Felipe Pardo y Aliaga (1806-1868), con quien a menudo polemizó. Destacó con sus comedias y sainetes costumbristas, que enriqueció con voces y giros populares. Mientras Felipe Pardo era un hombre de ideas aristocráticas y defensor de la colonia española, Segura representó los valores democráticos de la nueva sociedad peruana, lo que se refleja en el sabor criollo de sus comedias. Mestizo de clase media pobre, tenía una gran afinidad con lo popular y los nuevos grupos sociales que emergían en un país recientemente emancipado. En su honor, el Teatro Principal de Lima fue rebautizado con su nombre en 1929 (Teatro Segura).

## Biografía
Manuel Ascencio Segura era hijo del teniente del ejército español Juan Segura y de la limeña Manuela Cordero. Su familia paterna era oriunda de Huancavelica, pero se hallaba ya instalada en Lima, entonces capital del Virreinato del Perú, residiendo en el muy criollo barrio de Santa Ana. A instigación de su padre, siguió la carrera militar enrolándose en el ejército realista como cadete. Tenía entonces 13 años. 
Combatió al lado de los españoles y junto a su padre en la batalla de Ayacucho, la última de  La guerra de la Independencia del Perú (9 de diciembre de 1824). Derrotada la causa realista que defendían, los Segura se quedaron en el país, y el joven Manuel pasó a servir en las filas patriotas, alcanzando el grado de capitán del segundo batallón Zepita , acantonado en Jauja, en 1831. Eran los días del primer gobierno del general Agustín Gamarra, del que fue partidario. 
Entre 1833 y 1834 Manuel A. Segura escribió su primera comedia, La Pepa, en la cual reprochaba la prepotencia de los militares, aunque no llegó a representarse ni a ser editada, debido a que su crítica implícita podía poner en peligro su carrera militar.
Durante los siguientes años, Segura se vio inmerso en las sucesivas guerras civiles de los inicios de la república. Fue seguidor de Felipe Santiago Salaverry bajo cuyo auspicio fue nombrado administrador de la aduana de Huacho. Luego decidió trasladarse al sur, para combatir al lado de Salaverry contra la invasión boliviana de 1835. Derrotado su bando, fue hecho prisionero en Camaná y con dificultad salvó su vida. Instalada la Confederación Perú-boliviana, permaneció marginado de la milicia. Derrotada la Confederación en 1839, fue nuevamente llamado por el general Gamarra para servir en el ejército, del cual se retiró definitivamente siendo teniente coronel de la Guardia Nacional, en 1842. Ya por entonces empezaba la anarquía en el país, que se prolongó hasta 1845. Segura pasó a engrosar la burocracia como empleado del Ministerio de Hacienda. 
Por esos años, Segura escribió en diversos periódicos, como 'El Comercio' de Lima, del cual fue redactor. Allí publicó su única novela, Gonzalo Pizarro, por entregas. En 1841 decidió dejar dicho diario para dedicarse a la edición de un periódico propio, titulado La Bolsa. En él aparecieron sus artículos de costumbres "Los Carnavales", "Me voy al Callao", "El Puente", etc. Se trata de textos descuidados cuidado en el estilo, pero con un lenguaje directo y familiar que atrapa fácilmente al lector retratando a los personajes de su tiempo. En este periódico también publicó algunos poemas y letrillas satíricas, como la titulada "A las muchachas". Simultáneamente publicó El Cometa, periodiquillo que apenas alcanzó el número doce (1841-1842). Otros de sus artículos de costumbres publicados en diferentes periódicos fueron "El té y la mazamorra", "Los viejos", "Las calles de Lima", "Dios te guarde del día de las alabanzas", etc. De esa manera se convirtió en el representante mayor del costumbrismo, al lado de Felipe Pardo y Aliaga.
Cuando apareció El Espejo de mi tierra, publicación satírica de Pardo y Aliaga (1840), Segura colaboró en los dos números de Lima contra El espejo de mi tierra, publicación que como respuesta a Pardo sacó el chileno Bernardo Soffia. Sin firmar y con similar agudeza, Segura y Pardo cruzaron versos uno contra el otro. Segura y sus compañeros de redacción le achacaban a Pardo una actitud anticostumbrista y despectiva frente a los gustos populares. Un ejemplo de esta "correspondencia" literaria, fueron el poema "Los tamales" (de Segura) y su consiguiente respuesta, "El tamalero" (de Pardo). 
Para esos años, Segura era también el hombre del teatro en Lima. Efectivamente, entre 1839 y 1845 fue el único que, cada cierto tiempo, estrenaba piezas en el ambiente limeño. En 1839 estrenó el drama (o según otra versión, juguete escénico) Amor y política y la comedia El sargento Canuto, nueva crítica al militarismo, la cual tuvo una excelente aceptación entre el público. Enseguida estrenó el drama histórico Blasco Núñez de Vela (1840), la comedia La saya y el manto (1841 o 1842) y el entremés La mozamala (1842).
En la noche del 24 de enero de 1845 estrenó en Lima la primera versión de Ña Catita, pieza de 3 actos (que luego ampliaría a 4), sin duda la más reconocida de sus piezas teatrales. 
El 20 de abril de 1843, a los treinta y siete años, se casó con Josefa Fernández de Viana, de veintitrés años de edad. Con su cónyuge marchó a Piura, adonde fue destacado como Secretario de la Prefectura. Allí vivió los siguientes once años. Fundó y dirigió el semanario El Moscón en el que predominaba la sátira y la burla, atacando los vicios y desmanes de la política criolla. Dicha publicación solo tuvo tres años de vida (1848-1851). Por esos años escribió también La Pelimuertada, subtitulada Epopeya de última moda (1851), poema satírico lleno de ingenio, en el que nuevamente arremetió contra su rival literario, Felipe Pardo.
El 12 de octubre de 1858 fue declarado cesante con sueldo íntegro por haber cumplido más de treinta años de servicio a la nación. Tenía cincuenta y tres años de edad, y ya presentaba problemas de salud. De vuelta a Lima, se dedicó de lleno a las labores literarias.
Entre 1854 y 1862 llegó a ser intensa su actividad teatral. Consagró su ingenio a la comedia costumbrista y se erigió como el creador del teatro peruano. El 9 de diciembre de 1854 estrenó la comedia La espía, y el año siguiente, El resignado. Reestrenó su comedia Ña Catita, el 7 de septiembre de 1856, con gran éxito. El 15 de septiembre de ese año de 1856 estrenó Nadie me la pega, y el 24 de enero de 1858, Un juguete. En enero de 1859, en colaboración con el joven Ricardo Palma, presentó el sainete El santo de Panchita. En 1861 estrenó Percances de un remitido; en julio de 1862, el sainete Lances de Amancaes, y en septiembre de ese mismo año Las tres viudas, comedia en tres actos. 
Entre 1860 y 1861 fue diputado suplente por el departamento de Loreto, pero su actuación legislativa fue opaca. Palma señala al respecto que le era imposible vencer su timidez en la tribuna, pero que en cambio se distinguió por su buen sentido práctico y por la independencia de su conducta.
Por esos años, convertido ya en el centro de la intelectualidad limeña, concurría a las veladas literarias que se realizaban en la librería de los hermanos Pérez o en los portales de la Plaza de Armas. Así transcurrió los últimos años de su vida, entre la actividad literaria y animadas tertulias. 
Buen padre de familia, con su esposa doña Josefa tuvo dos hijos, uno muerto a temprana edad y otra llamada María Josefa del Rosario. Golpeado por problemas de salud —sufría de asma— y por sucesivas desgracias familiares, murió el 18 de octubre de 1871.
Fue funcionario público entre 1823 y 1828.

## Obras
Las obras de Segura se dividen en tres géneros: el poético, el dramático y el periodístico (artículos de costumbres). A ellos habría que sumar su único ejemplar de género novelístico: Gonzalo Pizarro.

### Poética

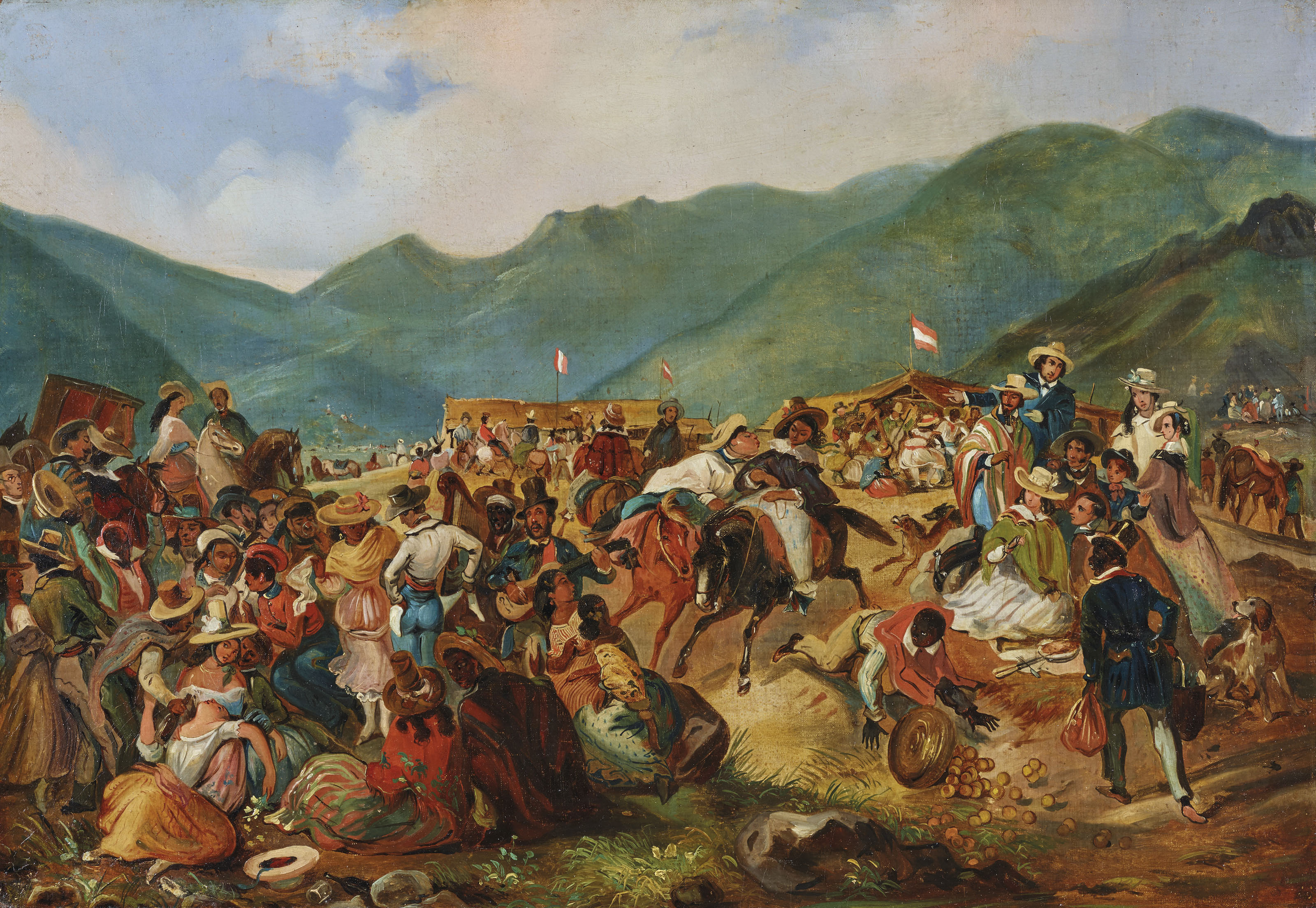
Fiesta de San Juan en Amancaes. Lima, 1843.

En el género poético se muestran sus versos a manera de las corrosivas letrillas de Francisco de Quevedo y de Bretón de los Herreros. «Se propuso moralizar riendo, y riendo no con humor que espiga la gracia, sino con el sarcástico que expulsa el amargor de la vida.». Sus poesías más conocidas son: 
- "A las muchachas", sextillas dirigidas a las limeñas beatonas y presumidas, sin distinción de edad.
- La Pelimuertada, subtitulada Epopeya de última moda (Piura, 1851), epopeya burlesca y satírica, pero de carácter más lírico que épico. Fue publicada en un folleto de 84 páginas. Está dividida en 16 cantos, el último inconcluso, con un total de 2194 versos, repartidos en octavillas, sextillas, quintillas y romances. En ella hizo alusiones inconfundibles contra su contendor literario, Felipe Pardo, y los escritores academicistas de la capital. Su procacidad motivó posiblemente a que no fuera incluida de manera completa, en el volumen que recopiló las obras literarias de Segura, donde solo se recogieron cinco cantos (Artículos, poesías y comedias, 1885).
- Un sinnúmero de letrillas publicadas en "La Bolsa" y "El Moscón", dirigidas contra Andrés de Santa Cruz, Felipe Pardo y Aliaga y muchos otros adversarios en el oficio de las letras.

Para muestra de su habilidad versificadora, su picardía en el uso del lenguaje y sus alusiones desenvueltas a su rival literario (Pardo), he aquí unos ejemplos tomados de La Pelimuertada:

Cantó Ercilla al araucano,
Tasso cantó a Godofredo,
cantó a Bolívar Olmedo,
y a César cantó Lucano;
vate del codo a la mano,
como me suelen llamar,
yo también voy a cantar
más que alborote el cotarro,
y aunque estoy con un catarro
que no puedo resollar.

Si epopeyas hacen cien,
aun los que van a la escuela,
sobre el muerto y quien lo vela, 
he de hacerla yo también.
Con un trés bon o un trés bien
no es Béranger quien me ofusca;
y aunque la gente parduzca
después se devane el seso,
he de soltar la sin-hueso
más recio que la Cuyusca.

Las alusiones a Felipe Pardo son claras: lo de "gente parduzca", que en un sentido recto se refiere a las personas pardas o del pueblo, alude también al apellido de su rival; además, Pardo había traducido a Béranger. Basta todo eso para darnos cuenta contra quien iba dirigida la sátira. La "Cuyusca", según lo recordaría muchos años después Enrique López Albújar en sus Memorias, era el apodo de un personaje femenino de mucha popularidad entre el bajo pueblo de Piura de principios de la década de 1840 (que coincide con el tiempo en que Segura vivió allí). Era una parda criolla, posiblemente de entre 15 a 20 años, que alegraba las calles con sus cantos y música. Un testimonio de su época lo describe como una negra liberta y que provocaba escándalos en las calles con sus cantares obscenos, pronunciados con su resonante voz.

### Dramática

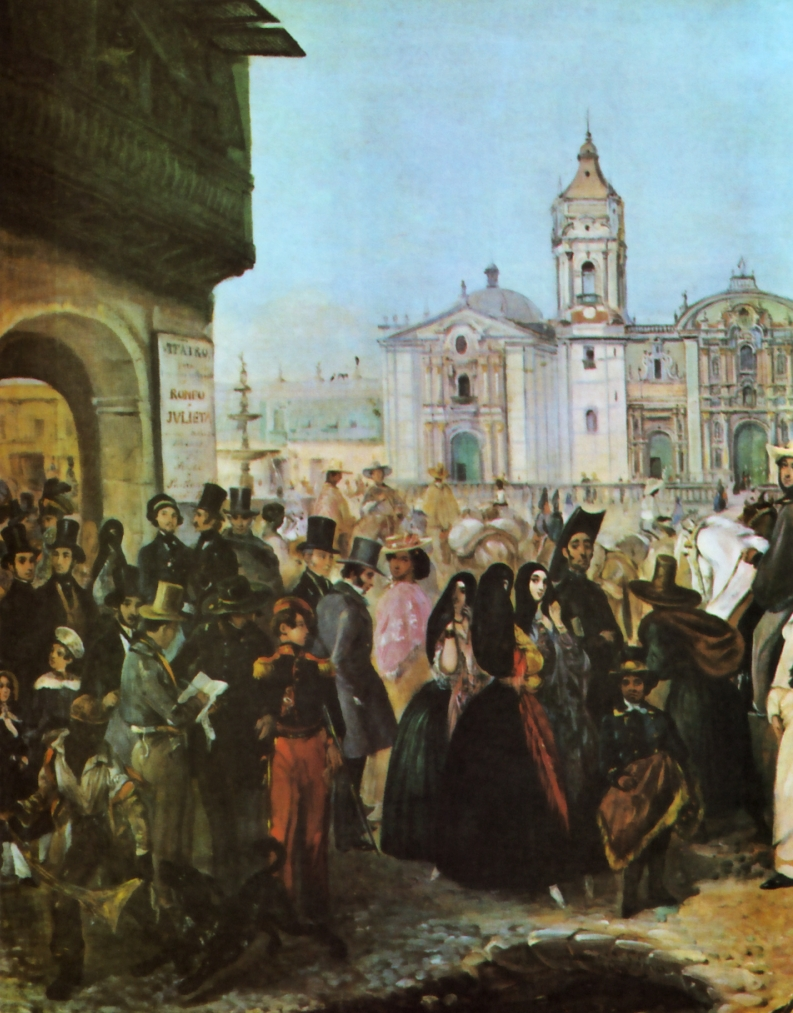
Plaza mayor de Lima a comienzos de la República. Óleo de Juan Mauricio Rugendas, Lima, 1843.

En el género dramático, Segura compuso fundamentalmente sainetes y comedias. En total escribió diecisiete piezas teatrales, de las que se han perdido cuatro. Sus personajes son principalmente de la clase media, risibles a veces, amables o simples las otras, pero siempre representativos de la sociedad. Sus argumentos son sencillos; su verso, fluido; y su lenguaje, ágil y lleno de términos populares. Según Menéndez y Pelayo, el Perú le debe a Segura un repertorio cómico teatral en cantidad y calidad al que puede ofrecer cualquier otro país de América. Al lado de las tres únicas comedias de Felipe Pardo (de las cuales solo dos fueron representadas en vida del autor) esta producción es notoriamente abundante.
De acuerdo con la norma costumbrista, Segura explicaba su quehacer literario en términos de servicio social. Sus artículos y comedias iban dirigidos al público para motivar el cambio de los hábitos que afeaban la imagen de la sociedad limeña. En un fragmento de La saya y el manto, afirmaba que su obra estaba destinada: «a corregir las costumbres / los abusos, los excesos / de que plagado se encuentra / por desgracia nuestro suelo.» Ese espíritu correctivo casi nunca es violento (exceptuando la crítica a las pasiones políticas, al caos institucional, a la falta de patriotismo).
A continuación, una lista de sus obras teatrales:
- La Pepa (1833), su primera comedia escrita, pero que no fue estrenada.
- Amor y política (1839), su primer estreno, obra de tipo histórico cuyo texto no se ha conservado.
- El sargento Canuto (1839), obra en que ridiculiza los alardes de un militar inculto y fanfarrón que por su altanería es expulsado de la casa de la mujer a quien pretende. Como en toda las comedias de Segura, más que el argumento lo que destaca es la espontaneidad de los personajes y la gracia de los diálogos plagados de dichos populares, que ofrecen un vivo retrato —crítico, ingenioso y festivo—, de la sociedad peruana en sus primeras décadas republicanas.
- Blasco Núñez de Vela (1840), drama histórico en 6 actos, cuyo estreno suscitó controversias entre europeístas y nacionalistas. Su original se ha perdido.
- La saya y el manto (1841 o 1842) comedia donde se ocupa de un solicitante de empleo público, que, para lograrlo, enamora a una joven y le promete matrimonio, con el fin de que mediante su intersección y la influencia de su cuñado, consiga el ministro la aprobación a sus deseos.
- La mozamala (1842), entremés cuyo título alude al nombre de un baile muy popular de entonces.
- Ña Catita (1845; corregida en 1856), comedia. Es la obra que resume todo el humor y la chispeante gracia de Segura. Su personaje principal que le da título ha sido considerado como la figura de mayor relieve del teatro peruano. El argumento es como sigue: los esposos don Jesús y doña Rufina tienen una hija ya en edad de casarse, llamada Juliana. La madre, instigada por Ña Catita —una anciana pícara, chismosa e intrigante—, pretende ligar a su hija con don Alejo, tipo donjuanesco que simula tener gran alcurnia y solvencia económica. Pero Juliana, muy cándida y dulce, corresponde a la amorosa pasión de don Manuel, mozalbete pobre y sin porvenir, y se opone tercamente a los intentos de su madre. Cuando ya se está por sellar la unión de Juliana y don Alejo, llega intempestivamente don Juan, un viejo amigo de la familia, quien involuntariamente desbarata las pretensiones de don Alejo. En efecto, recién llegado del Cuzco, don Juan se sorprende al ver a don Alejo, que era amigo suyo, y aprovecha el casual encuentro para entregarle una carta de su mujer. Se descubre entonces que el supuesto galán no era sino un impostor, que tenía esposa y vivía en el Cuzco. Rufina desfallece de espanto y llora su desgracia. Ña Catita, por perversa y proxeneta, es arrojada de la casa. Se acuerda entonces el casamiento de Juliana y Manuel, en tanto que don Jesús, por intercesión de don Juan, perdona la conducta de su esposa Rufina. Esta obra fue estrenada en la noche del 24 de enero de 1845, y reestrenada con agregados el 7 de septiembre de 1856, triunfando merced al genio de la actriz Encarnación Coya.
- Nadie me la pega (1845), pieza breve.
- La espía (1854), comedia.
- El resignado (1855), comedia llena de alusiones políticas, referentes a la guerra civil entre Echenique y Castilla. Constituyó un éxito formidable que le atrajo la admiración de los jóvenes románticos de la “bohemia”, entre ellos Clemente Althaus, Manuel Nicolás Corpancho, Carlos Augusto Salaverry y Ricardo Palma.
- Un juguete (1858), comedia
- El santo de Panchita (1859), sainete, en colaboración de Ricardo Palma en las escenas VIII-X del segundo acto.
- Percances de un remitido (1861), comedia. Aguda crítica a la licencia de la prensa limeña, que no respetaba honras.
- Las tres viudas (1862), comedia donde luce el ingenio de Segura más reposado, con atisbos psicológicos, desconocidos en sus obras anteriores.
- Lances de Amancaes (1862), sainete.
- El cacharpari, sainete hecho de la refundición de los originales de la pieza de un acto "Dos para una".

### Periodística
En el terreno periodístico, hizo sus primeros aportes en El Comercio de Lima, y fundó después La Bolsa y El Moscón. En ellos escribió letrillas festivas y artículos costumbristas, luciendo siempre su ingenio burlón y caricaturesco. En conjunto, suman una cantidad mucho mayor que los artículos de Felipe Pardo, pero éste le superó en calidad con sus artículos que publicó en El espejo de mi tierra. 
Los artículos de costumbres de Segura amplían los temas y a veces profundizan la visión crítica de sus comedias. Con una composición poco imaginativa y muchas veces descuidada, estos artículos normalmente constan de una breve presentación del narrador, del relato humorístico de uno o varios sucesos urbanos (que van desde las honras fúnebres al presidente Gamarra hasta el juego de carnavales) y de una conclusión enjuiciadora. Es un claro antecedente de las Tradiciones peruanas de Ricardo Palma.

## Características

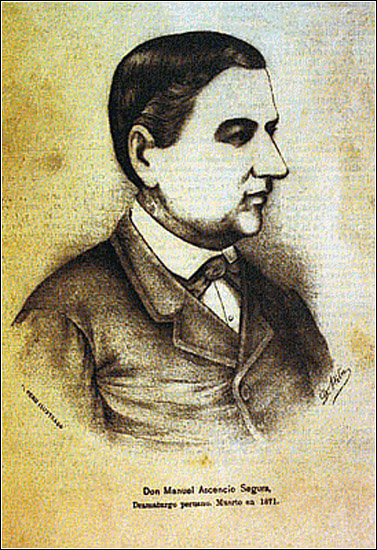
Retrato de Manuel A. Segura. Publicado a principios del.

Sus críticos y biógrafos, desde Juan de Arona hasta José de la Riva-Agüero y Osma, coinciden en reconocer sus singulares dotes de comediógrafo ingenioso. Pintó lugares y personajes, especialmente a estos últimos, con singular destreza. La caricatura fue su forma descriptiva favorita. En el fondo no perseguía la estigmatización cruel y sangrienta de nuestras costumbres, sino su moralización. Sus personajes emblemáticos fueron la limeña beatona y alcahueta, los militares aventureros, los inescrupulosos politiqueros, los falsos aristócratas, los empleados públicos arribistas y todos los tipos heterogéneos que conformaban la población limeña. Logró crear estampas cargadas de gracia, ironía y agudeza, tan llenas de vitalidad que en ellas pueden reconocerse muchos tipos de la sociedad actual.
En cuanto al uso del lenguaje, no cayó en el purismo del idioma castellano que defendía exacerbadamente Pardo y Aliaga. En ese sentido superó a su colega de letras, ya que aportó una renovación en el vocabulario teatral, es decir, en el vocabulario poético. El lenguaje literario castellano se había vuelto a veces pobre y descolorido dentro de los moldes estilísticos vigentes. Segura empleó, con gracia original de escritor auténtico, voces que no estaban en el diccionario pero si en el habla diaria de la gente común. Estampó así los llamados criollismos y engalanó también la curiosa sintaxis popular, adelantándose, en esta forma, a Ricardo Palma y Leonidas Yerovi. De allí resulta una alegría en sus obras, derivada no tanto de las tramas, muy sencillas, ni de las ideas expresadas, sino de las palabras mismas en su intimidad y entraña. Al lector no advertido del siglo XXI le sorprenderá sin duda encontrar en los diálogos del El sargento Canuto y Ña Catita expresiones populares de actual uso cotidiano («hacerse el sueco», «váyase a freír monos», etc.). Con toda razón, Ricardo Palma defendió a Segura de quienes de supuesta vulgaridad: «Lo que estos críticos olvidan es que cuando se pinta al pueblo debe pintársele tal cual es. Si existe algo en las comedias de nuestro compatriota que ofenda a quisquillosos lectores, culpa será del original, no del retrato».

## Pardo vs. Segura

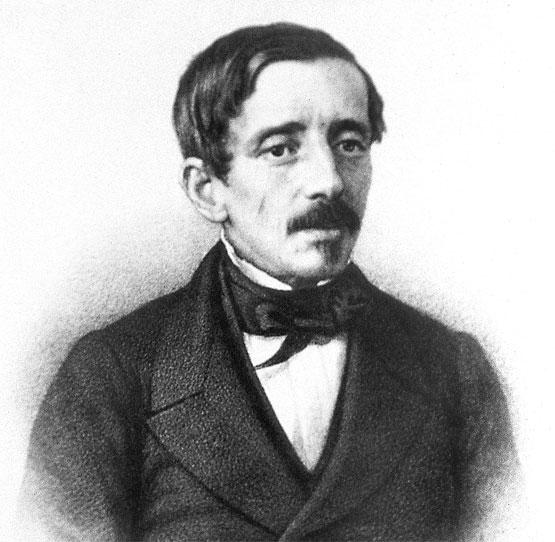
Felipe Pardo y Aliaga

Suele oponerse las figuras de los dos más grandes literatos de comienzos del Perú republicano, Felipe Pardo y Aliaga y Manuel Ascensio Segura, limeños y coetáneos. Es cierto que ambos sostuvieron largas polémicas literario-periodísticas por diversos motivos (por ejemplo, Pardo expresa indignación y moralismo ante el desenfreno de los carnavales limeños; Segura, picardía y entusiasmo ante esta fiesta), y que en ese enfrentamiento lucieron su mejor talento para criticarse el uno al otro, pero no resulta válido encasillarlos en posturas criollistas o anticriollistas. Una atenta lectura a la obra de Pardo, nos revela también su profundo amor e interés por el Perú; de otro lado Segura hace también duras críticas a la sociedad peruana.